# Hohenberg-Krusemark
Hohenberg-Krusemark är en kommun och ort i Landkreis Stendal i förbundslandet Sachsen-Anhalt i Tyskland.
Tidigare kommuner som uppgått i Hohenberg-Krusemark sedan år 2008 Hindenburg  2008, Altenzaun  2009 och Schwarzholz 2010.
Kommunen ingår i förvaltningsgemenskapen Arneburg-Goldbeck tillsammans med kommunerna Arneburg, Eichstedt, Goldbeck, Hassel, Iden, Rochau och Werben (Elbe).